# Lepidosaphes defecta
Lepidosaphes defecta är en insektsart som först beskrevs av William Miles Maskell 1897.  Lepidosaphes defecta ingår i släktet Lepidosaphes och familjen pansarsköldlöss. Inga underarter finns listade i Catalogue of Life.